# David More
Pour les articles homonymes, voir More.
David More, né en 1954 en Écosse, est un illustrateur botanique.

## Biographie
More est né à Dingwall et a étudié dans le Kent. Il est illustrateur botanique depuis de nombreuses années. Il a illustré les livres Collins GEM Trees  (1980),  Trees of North America  (1988), avec le dernier d' Alan Mitchell et  Illustrated Encyclopedia of Trees  (2003) de John White. 
Il a également contribué à de nombreux autres ouvrages, magazines et affiches dont un travail pour le Musée d'histoire naturelle de Londres, (en) Natural History Museum.